# توماس إم. نولان
توماس إم. نولان هو سياسي أمريكي، ولد في 24 أكتوبر 1916 في بيتسبرغ في الولايات المتحدة، وتوفي في 7 أبريل 1989. نشط حزبياً في الحزب الديمقراطي. وقد انتخب عضو مجلس ولاية بنسيلفانيا ‏ وانتخب عضو مجلس نواب بنسيلفانيا ‏.